# Тадаши Нагаj
Тадаши Нагај (長井忠, 12. јун 1943) је пензионисани јапански дипломата и бивши амбасадор Јапана у Београду. Током вишегодишњег службовања у Београду истакао се као дипломата који је доста времена посветио организовању и пружању материјалне помоћи и донација Београду и Србији. Проглашен је 2010. године за почасног грађанина Београда.

## Биографија
Тадаши Нагај је рођен 1943. године у Јапану.. Дипломирао је друштвене науке на Међународном хришћанском универзитету у Токију, 1968. године, а затим је још три године студирао на универзитетима у Београду и Загребу. Одлично говори српски језик.
У Београду је провео 16 година радећи као аташе и трећи секретар (1968 — 1975), први секретар (1980 — 1983), заменик шефа мисије (1998 — 2001) и амбасадор. Амбасадор Јапана у Србији (односно СР Југославији, Србији и Црној Гори и Србији) је био од 2005. до октобра 2009. године.
Пензионерске дане проводи у Сан Франциску.

## Донације
Током прве деценије 21. века, и посебно током амбасадорског мандата Тадашија Нагаја, Влада Јапана је Србији поклонила око 200 милиона евра материјалне помоћи, укључујући и отпис дуга од 84 милиона евра. Вредност донација које је Београд добио износи више од 30 милиона евра. Донације су ишле за ГСП, болнице, хидроелектрану у Бајиној Башти и музичке инструменте за Београдску филхармонију и др.

## Награде и признања
У јануару 2002. године тадашњи председник СРЈ Војислав Коштуница одликовао је Нагаја Орденом југословенске звезде другог степена због „дугогодишњег залагања на унапређивању пријатељских односа између Јапана и Југославије“.
Скупштина Београда прогласила је Нагаја почасним грађанином 7. јуна 2010. године, на предлог неколико удружења грађана и појединаца. Повељу почасног грађанина му је на свечаности у скупштини Београда уручио ондашњи градоначелник Београда Драган Ђилас 20. августа 2010. године у присуству бројних угледних званичника.

## Занимљивости
Одлично свира флауту.. У Београду је одржао неколико концерата Хоби му је фотографија. У културном животу Београда је активно учествовао као члан Удружења флаутиста и почасни члан Фото савеза Србије.
Воли да игра голф.
О разликама Јапанаца и Срба је једном приликом изјавио:
За разлику од Јапанаца, Срби су самоуверени. Једина особина коју код вас не разумем јесте да на сваки састанак касните пола сата.